# LGBT práva v Alabamě

Duhová mapa Alabamy

Lesby, gayové, bisexuálové a translidé (LGBT) se v Alabamě mohou setkávat s právními komplikacemi neznámými pro většinové obyvatelstvo.

## Zákony týkající se stejnopohlavní sexuální aktivity
Stejnopohlavní sexuální styk je v Alabamě legální od roku 2003 po rozhodnutí Nejvyššího soudu v kauze Lawrence vs. Texas, který zrušil všechny zákony proti sodomii na území Spojených států. Alabamské zákony proti sodomii nebyly nikdy oficiálně zrušeny, ačkoliv nejsou již nadále vymahatelné. 

## Adopční práva
Alabama umožňuje homoparentální osvojování.

## Ochrana před diskriminací

### Státní úroveň

Mapa alabamských měst, která mají zahrnutou sexuální orientaci ve vyhláškách proti diskriminaci v zaměstnání
Ochrana zaměstnanců veřejného sektoru s jinou sexuální orientací
Žádná ochrana jiných sexuálních orientací a genderových identit v zaměstnání

Alabamské zákony nezakazují diskriminaci jiných sexuálních orientací, ani genderových identit.

### Místní úroveň
Hlavní město Montgomery zakazuje anti-gay diskriminaci zaměstnanců ve veřejném sektoru.

## Zákony proti zločinům z nenávisti
Od r. 1994 má Alabama ve svých zákonech proti zločinům z nenávisti zahrnutou rasu, barvu kůže, náboženské vyznání, národnost, etnický původ, tělesné nebo duševní postižení. Místní trestní právo nepracuje s homofobními a transfobními zločiny z nenávisti.
24. dubna 2009 předložil místní zákonodárce Alvin Holmes návrh HB533, který měl začlenit sexuální orientaci do trestního práva. Zákonodárkyně Patricia Toddová se jako první otevřeně LGBT politička neúspěšně pokusila začlenit do návrhu i genderovou identitu, ale Holmes a ostatní zákonodárci to odmítli. Podle Holmesa zákon chránící jiné sexuální orientace dokáže dostatečně chránit i oběti transfobního násilí, a že další rozšiřování návrhu je nadbytečné. Holmes předložil několik identických návrhů zákonů v předchozích shromážděních: HB829 (2008) HB247 (2007), HB57 (2006), HB423 (2001), HB85 (2000), a za včlenění sexuální orientace do zákonů proti zločinům z nenávisti se zasazoval již v r. 1999.
Alabamská Sněmovna reprezentantů přijala v dubnu 2009 Holmesův návrh v poměru hlasů 46:41. Justiční komise alabamského Senátu sice návrh podpořil, nicméně zbytek Senátu se 15. května 2009 rozhodl své rozhodnutí odročit.

## Chirurgická změna pohlaví
Transgender narození v Alabamě mají právo na vydání nového rodného listu se změněným jménem a pohlavím po předešlé chirurgické změně pohlaví.

## Souhrnný přehled
| Legální stejnopohlavní styk                                          | (26. červen 2003)  | (26. červen 2003)  |
| Stejný legální věk způsobilosti k pohlavnímu styku pro obě orientace | Ano                | Ano                |
| Sňatky párů stejného pohlaví                                         | (9. únor 2015)     | (9. únor 2015)     |
| Právní úprava stejnopohlavního soužití                               | (9. únor 2015)     | (9. únor 2015)     |
| Adopce dítěte partnera v rámci homoparentální rodiny                 | (9. únor 2015)     | (9. únor 2015)     |
| Společná adopce dětí stejnopohlavními páry                           | (9. únor 2015)     | (9. únor 2015)     |
| Možnost změny pohlaví                                                | Ano                | Ano                |
| Rovný přístup k asistované reprodukci                                |                    |                    |
| Náhradní mateřství pro gay páry                                      |                    |                    |
|                                                                      | Sexuální orientace | Genderová identita |
| Anti-diskriminační zákony v zaměstnání                               | Ne                 | Ne                 |
| Anti-diskriminační zákony v soukromém sektoru                        | Ne                 | Ne                 |
| Anti-diskriminační zákony ve veřejném sektoru                        | Ne                 | Ne                 |
| Anti-diskriminační zákony v bydlení                                  | Ne                 | Ne                 |
| Anti-diskriminační zákony v bankovních službách                      | Ne                 | Ne                 |
| Zákony proti zločinům z nenávisti                                    | Ne                 | Ne                 |
| Zákaz konverzní terapie                                              | Ne                 | Ne                 |